# Kenneth Lay
Kenneth Lee Lay (nacido el 15 de abril de 1942 - 5 de julio de 2006) fue un hombre de negocios de los Estados Unidos, con doctorado en economía. Fue presidente de la empresa Enron Corporation, que cerró por bancarrota en 2001. 
Lay vendió grandes cantidades de acciones de Enron entre septiembre y octubre de 2001, mientras que al mismo tiempo daba charlas a sus empleados animándolos a comprar acciones explicando que había que ver la baja en el precio de las acciones como una oportunidad para el futuro.
El 25 de mayo de 2006, fue declarado culpable de fraude. El 5 de julio del 2006 falleció a causa de un infarto cardíaco en su residencia de Colorado mientras esperaba la fecha en la que debía dictarse la pena de cárcel en su contra.